# Jean-Joseph Rigouard
Jean-Joseph Rigouard (né à Solliès-Pont le 1er octobre 1735, mort à Solliès-Ville le 15 mai 1800) est un ecclésiastique et curé rouge qui fut député du clergé du 7 avril 1789 au 30 septembre 1791 puis évêque constitutionnel du Var de 1791 à 1800.

## Biographie
Jean-Joseph Rigouard né à Solliès-Pont le 1er octobre 1735, est le fils de Gaspard Rigouard et de Christine Guibaud. Il devient vicaire à Solliès-Ville puis à partir de 1779 curé de Solliès-La Farlède. Il appartient également à la franc-maçonnerie locale comme « vénérable » de la Loge maçonnique « La Réunion » de Solliès.
Le 7 avril il est élu par la sénéchaussée de Toulon, contre les évêques de la région, député du clergé aux États généraux de 1789. À l'Assemblée constituante il vote avec les révolutionnaires la Constitution civile du clergé et prête le serment dès le 27 décembre 1790. Le directoire du département du Var souhaite remplacer dès le 28 novembre 1790 les évêques de Toulon, Fréjus, Grasse et Vence, qu'il juge « suspects » mais il doit attendre le mois d'avril suivant pour que l'ensemble des sièges soit déclaré vacant. Jean-Joseph Rigouard n'est élu à Toulon qu'au 3e tour de scrutin le 12 avril 1791 évêque constitutionnel du diocèse du Var. Il prend un congé le 11 juin suivant. Il ne reparut plus sur la scène politique après la session.
Jean-Joseph Rigouard est sacré à Paris par Jean-Baptiste Gobel le 22 mai et il date son premier mandement de la capitale le lendemain. Il rentre à Toulon le 22 juillet et s'installe dans la cathédrale de Fréjus le 26 du même mois. Il entre rapidement en conflit avec le clergé insermenté mené par Emmanuel-François de Bausset-Roquefort, l'évêque déchu de Fréjus qui réfugié dans les États de Savoie dénonce « l'illégitimité de ses pouvoirs » et même avec la municipalité de la ville, et il doit transférer sa résidence épiscopale à Lorgues en janvier 1793. En 1795 il adhère à l'encyclique des « Réunis » mais quitte Lorgues pour s'installer chez sa mère à Solliès-Ville où il remplit les fonctions curiales. Il tente de transférer son ministère à La Farlède mais suscite un mouvement populaire hostile. Il ne se rend pas au concile de 1797 mais il est présent lors des investitures des évêques constitutionnels à Avignon en avril et à Aix en juin 1798. Il est atteint par la jaunisse et en meurt le 15 mai 1800 puis est inhumé dans l'église de Solliès-Pont. Il n'est pas remplacé comme évêque constitutionnel du diocèse du Var.